# مقاطعة روتلاند (فيرمونت)
مقاطعة روتلاند هي مقاطعة في فيرمونت، في الولايات المتحدة، بلغ عدد سكانها 61,642  نسمة وذلك حسب إحصائيات سنة 2010، عاصمتها روتلاند، تبلغ مساحتها 2,447 كيلومتر مربع.

## الموقع
تشترك في الحدود مع:
- مقاطعة أديسون (فيرمونت)
- مقاطعة بينينغتون (فيرمونت)
- مقاطعة وندسور (فيرمونت)
- مقاطعة واشنغطون، نيويورك.

## التقسيمات الإدارية
- بنسون
- براندون
- كاسلتون
- تشيتيندين
- كلارندون
- فير هيفن
- دانبي
- هوباردتون
- أيرا
- كيلنغتون
- مندون
- ميدلتاون سبرينغز
- مونت هولي
- مونت تابور
- باوليت
- بيتسفيلد
- بيتسفورد
- Poultney (town), Vermont [الإنجليزية]‏
- بروكتور
- Rutland (town), Vermont [الإنجليزية]‏
- روتلاند
- شروزبوري
- سدبوري
- تينموث
- ولينغفورد
- ويلز
- ويست هيفن
- ويست روتلاند
- Philadelphia, Vermont  [لغات أخرى]‏.

## أعلام
- ريك شافي
- فريدريك إس. مارتن
- روبن وود